# Hilaire-Alexandre Briquet
Pour les articles homonymes, voir Briquet (homonymie).
Henri-Alexandre dit Hilaire-Alexandre Briquet, né à Chasseneuil le 30 octobre 1762 et mort à Niort le 28 mars 1833, est un historien français.

## Biographie
Placé, le 30 mai 1778, sous la curatelle de son oncle, Marie-Claude-Gabriel Briquet, curé de Saint-Genest, Briquet embrasse la carrière ecclésiastique. Maître ès-arts et chanoine de l’église de Notre-Dame de Mortemer, le 15 juillet 1787, il est présenté par le corps de ville de Poitiers pour un bénéfice dans les églises de Saint-Pierre, de Saint-Hilaire ou de Montierneuf.
Devenu docteur ès-arts et bachelier en théologie, il est placé au collège de Poitiers. De 1788 à 1790, il professe la classe de seconde, puis la rhétorique. Lors du mariage du fils de l’intendant du Poitou, M. de Blossac, avec Mlle Bertier de Sauvigny, il dédie aux jeunes époux dans un épithalame en latin, publié dans les Affiches du Poitou du 25 avril 1782.
À l’avènement de la Révolution, il adopte les idées révolutionnaires et prête les serments exigés du clergé. En 1791 et 1792, il est nommé vicaire épiscopal (grand vicaire) de l’évêque constitutionnel de Poitiers. 
Le 7 mai 1791, il prononce dans la chaire de la cathédrale, l’éloge funèbre de Mirabeau.
Il fait partie du tribunal révolutionnaire. À la mort de Robespierre, il rejoint à Niort son collègue et président Planier. À l’ouverture de l’école centrale, il est nommé professeur de belles-lettres. En 1802, à la suite de la suppression de l'École centrale, il devient  professeur de belles-lettres à l’école municipale de Niort. Il fonde, pour y publier les meilleures compositions de ses élèves, l’Almanach des Muses, qui paraît de l’an VII à l’an XI, chez Depiéris.
Le 11 juin 1806, il obtient le prix proposé par la Société d’agriculture, sciences et arts d’Agen pour l’Éloge de Scaliger et publie dans son Almanach des Muses divers morceaux, dont ceux de son élève Fortunée Bernier. Elle devient sa femme. Ils ont un fils, le futur historien Apollin Briquet.
Le plus important de ses ouvrages est son Histoire de la ville de Niort, suivie de la Biographie des notabilités de cette partie de la France, qui valent à leur auteur un grand éloge et d’amères critiques.

## Publications
- Histoire de la ville de Niort, depuis son origine jusqu'au règne de Louis-Philippe Ier, Robin libraire-éditeur, Niort, 1832, tome 1, tome 2

Il fait paraître l’Almanach des muses de l'École centrale du département des Deux-Sèvres entre 1797 et 1801.

## Source
- Henri Beauchet-Filleau, Charles de Chergé, Paul Beauchet-Filleau, Dictionnaire historique et généalogique des familles du Poitou, Paris, Hachette, 1876, p. 784-5.